# Bebe Cool
Moses Sali (nasceu em 1 de setembro de 1977) conhecido como Bebe Cool é um cantautor de reggea e ragga, produtor musical e ator de Uganda. Bebe Cool é casado com a modelo e ex-Miss Uganda, Zuena Kirema e pai de dois filhos e uma filha; Alpha Thierry, Beata e Caysan.

## Carreira
Ele começou a carreira por volta de 1997 em Nairobi, Quênia, mas uns poucos anos depois ele se mudou de volta para o país natal dele. Bebe Cool foi um dos primeiros artistas afiliados com o Ogopa DJs, uma casa de produção e gravadora no Quênia.
Dois dos mais populares singles são "Fitina" e "Mambo Mingi". Ele também colaborou com Halima Namakula, uma veterana musicista ugandesa, na faixa de  crossover, "Sambagala". Ele lançou dois álbuns solo, Maisha e Senta. As letras dele são em Língua luganda, suaíli e inglês.
Bebe Cool é por três vezes ganhador do prêmio Artista do Ano da prestigiada HiPipo Music Awards e vencedor de vários prêmios da Pearl of Africa Music Awards (PAM Awards). Ele foi indicado para o Kora All-African Awards em 2003 e 2005. Ele fez turnê pelo Reino Unido e Estados Unidos.
Bebe Cool apresentou um concerto no Nelson Mandela 46664 na Hyde Park London e foi também nameado por Nelson Mandela como o "Embaixador Africano 46664". 46664 é um campanha de conscientização contra o HIV/AIDS que foi iniciado pelo falecido Nelson Mandela. No concerto Bebe Cool coloca-se numa grande performance ao vivo que ainda é memorável para milhões de fãs de música em todo o mundo.
Em 2012, Bebe Cool foi consagrado como "Melhor artista ugandense desde a independência de 9 de outubro de 1962 da Uganda". Uma pesquisa realizada pelos serviços de comunicação Kasuku e todos envolvidos no evento "Música de Uganda em 50 anos desde a independência" Bebe Cool teve o maior número de votos, ultrapassando seu rivais.
Em 2014 a canção remix "Born in Africa" foi votado entre as melhores canções de todos os tempos da África. A canção chegou à posição número quinze de cinquenta canções de todo o continente africano, feita pelos ouvintes da BBC World Service de músicas que resumissem o continente para eles. Feito para marcar os cinquenta anos da União Africana – formalmente Organização da Unidade Africana, as sugestões do DJ Edu, quem apresenta um programa de rádio semanal na rádio da BBC de música africana, compilou-os em um especial de cinco minutos de cinquenta canções de cinquenta países.
Em 2013 Bebe Cool tem uma 'música de batalha' com o artista nigeriano D'banj, feita no Glamis Arena, em Harare, Zimbabwe. O show foi organizado sob o tem Batalha por África. Bebe teve boa apresentação na batalha.
Bebe Cool já se apresentou no realyty show "Big Brother" duas vezes.

## Outros projetos
Em um duo com o queniano Necessary Noize, Bebe Cool formou um grupo de reggae conhecido como os East African Bashment Crew. Eles lançaram um álbum, Fire, e dois singles, "Africa Unite" e "Fire". O grupo é indicado na premiação inaugural da MTV Africa Music Awards de 2008.

## Atentado terrorista em Kampala
Em janeiro de 2010 ele foi ferido quando um policial atirou nele.
Em 11 de julho de 2010, Bebe Cool se apresentou no Kyadondo Rugby Club quado uma bomba foi colocando pelo grupo terrorista islamita somali Al-Shabaab explodiu (Atentado em Kampala em julho de 2010). De acordo com Cool: 
Most people who died were just in front of me. The blast was so loud—the next thing I saw were body parts flying over.

## Prêmios
Ganhou:
- 2004: Pearl of Africa Music Awards – Melhor Artista/Grupo de Reggae[11]
- 2005: Pearl of Africa Music Awards – Melhor Artista/Grupo de Reggae[12]
- 2006: Pearl of Africa Music Awards – Melhor Artista/Grupo de Reggae[13]
- 2006: Pearl of Africa Music Awards – Canção do Ano[14]
- 2007: Pearl of Africa Music Awards – Melhor Artista/Grupo de Reggae[15]
- 2007: Pearl of Africa Music Awards – Melhor Artista Masculino[16]
- 2007: Channel O Music Video Awards - Vídeo do Ano[17]
- 2008: Pearl of Africa Music Awards – Melhor Artista Masculino, Melhor Artista/Grupo de Reggae e Melhor Artista/Grupo de Ragga[18]
- 2010: Pearl of Africa Music Awards – Artista do Ano de 2010, Melhor Artista/Grupo de Reggae e Álbum do Ano[19]
- 2011: Pearl of Africa Music Awards – Melhor Artista Masculino[20]
- 2013: HiPipo Music Awards – Melhor Canção de Reggae com Rema Namakula (Missing You)[21]
- 2013: HiPipo Music Awards – Artist of the Year[21]
- 2014: HiPipo Music Awards – Melho Canção de Reggae - Masculino: Love Letter – Bebe Cool e Irene Ntale[22]
- 2014: HiPipo Music Awards – Melhor Canção de Ragga-Dancehall - Masculino: Kokodiosis[22]
- 2014: HiPipo Music Awards – Melhor Apresentação em Palco[22]
- 2014: HiPipo Music Awards – Melhor Artista nas Mídias sociais[22]
- 2014: HiPipo Music Awards – Melhor Artista Masculino[22]
- 2014: HiPipo Music Awards – Artista do Ano[22]
- 2015: HiPipo Music Awards – Melhor Canção de Reggae - Masculino: Love You Everyday – Bebe Cool [23]
- 2015: HiPipo Music Awards – Vídeo do Ano: Love You Every - Bebe Cool [23]
- 2015: HiPipo Music Awards – Melhor Apresentação em Concerto - Best of Bebe Cool Concert :[22]
- 2015: HiPipo Music Awards – Grupo de fãs Mais Ativo - Gagamel Phamily :[22]
- 2015: HiPipo Music Awards – Melhor Artista Masculino [23]
- 2015: HiPipo Music Awards – Artista do Ano[23]
- 2015: 2015 Australia Radio Afro - Canção do Ano
- 2015: Buzz Teeniez Awards - Vídeo do Ano

Indicado:
- 2003: Kora Awards – Melhor Artista da África Oriental[24]
- 2007: Mobo Awards
- 2011: Tanzania Music Awards – Melhor Canção da África Oriental ('Kasepiki')[25]
- 2013: HiPipo Music Awards – Melhor Canção de Reggae (Ntuyo Zange), Best Dancehall/Ragga Song (No Body Move), Best Musician on Social Media[26]
- Indicado em Afrimma Awards de 2014
- Australia Radio Afro - Canção do Ano 2015
- MTV Africa Music Awards 2015